# リック (打楽器)
- レク

リック（英: Riqq）またはレク（英: Rik）は、アラブ音楽で使用されるタンバリンの一種である。

## 概要
エジプト、イラク、レバノン、パレスチナ、スーダン、シリアなどのアラビア語圏でみられる。直径20〜25cmで、鈴が付いており、鮫肌と木枠で作られるが、最近は合成素材と金属の枠で作られることもある。

## 著名なミュージシャン

### 日本のリック奏者、レク奏者
大石竜輔